# A Train of Angels
A Train of Angels é uma canção de rock instrumental do guitarrista virtuoso estadunidense Joe Satriani, lançada juntamente com o álbum Crystal Planet, de 1998, do qual é a faixa 11.
Foi a 7a indicação do músico ao Grammy Awards.

## Prêmios e Indicações
| Ano  | Canções           | Prêmio        | Indicação                          | Resultado | Ref.        |
| ---- | ----------------- | ------------- | ---------------------------------- | --------- | ----------- |
| 1999 | A Train of Angels | Grammy Awards | Best Rock Instrumental Performance | Indicado  | [ 2 ] [ 3 ] |